# Мельников Олександр Валерійович
Олекса́ндр Вале́рійович Ме́льников — український вчений і видавець.

## Освіта
Після закінчення середньої школи навчався в Середньому професійно-технічному училищі № 58 (поліграфістів) м. Львова (нині Державний навчальний заклад «Ставропігійське вище професійне училище м. Львова»).
1991 р. вступив на факультет поліграфічної технології Українського поліграфічного інституту ім. Івана Федорова (з 1994 — Українська академія друкарства), який закінчив 1996 р. Після закінчення академії навчався в аспірантурі при ній (заочна форма навчання).
2015—2018 рр. — докторант науково-дослідного фінансового інституту Державної навчально-наукової установи «Академія фінансового управління».

## Виробнича діяльність
До вступу на навчання у поліграфічний інститут працював палітурником у НДІ інформатики та управління «Електрон».
1994—2004 рр. працював у повному товаристві — видавничій фірмі «Афіша», м. Львів: технологом, начальником зміни друкарської дільниці та начальником служби охорони праці, провідним інженером планово-виробничого відділу, головним редактором видавництва та головним інженером.
Протягом 2004—2015 рр. — директор видавництва Української академії друкарства.
2007—2008 рр. — керівник дільниці змішування поліграфічних фарб у Науково-виробничому товаристві з обмеженою відповідальністю «ППП» (Поліграфічні плівки та послуги), м. Львів.
2009—2017 рр. — заступник голови правління Приватного акціонерного товариства «Український науково-дослідний інститут спеціальних видів друку» корпоративне підприємство ДАК «Укрвидавполіграфія»,.
З 2021 р. — головний редактор Всеукраїнського науково-практичного журналу «Фінансовий контроль» .

## Науково-педагогічна діяльність
У 2004 р. захистив дисертацію «Удосконалення процесу зволоження у плоскому офсетному друці» на здобуття наукового ступеня кандидата технічних наук,. Робота була виконана під керівництвом заслуженого діяча науки і техніки України, д-ра техн. наук, проф. Е. Т. Лазаренка, .
Працюючи директором видавництва академії друкарства, викладав на кафедрі технології друкованих видань та паковань; працював старшим науковим співробітником науково-дослідної частини академії.
2004—2014 рр. — відповідальний секретар редколегій фахових видань «Поліграфія і видавнича справа» та «Наукові записки (Українська академія друкарства)».
2006—2007 рр. — науковий редактор журналу «Друкарство», м. Київ.
2010—2017 рр. — член науково-технічної ради з питань видавничої справи при Державному комітеті телебачення і радіомовлення України,,,,,,.
Під час навчання в докторантурі викладав у ДВНЗ «Переяслав-Хмельницький державний педагогічний університет ім. Григорія Сковороди».
У 2019 р. успішно захистив дисертаційну роботу «Регулювання сталого розвитку інформаційної сфери України» на здобуття наукового ступеня доктора економічних наук,,. Науковий консультант д-р екон. наук, проф. Я. В.  Котляревський, .
З 2020 р. — професор Приватного закладу вищої освіти «ІТ СТЕП Університет», .

## Публікації
Автор та співавтор численних наукових та навчально-методичних праць,, серед яких монографії, підручники, навчальні посібники, словники, довідники та бібліографічні покажчики, патенти на винаходи:
монографії:
- Видавнича справа та поліграфічна діяльність в Україні (2009, у співавторстві);
- Антикризове корпоративне управління. Теоретичні та прикладні аспекти (2012, у співавторстві);
- Екологізація суспільства. Соціальна роль та моделювання (2012, у співавторстві);
- Державна підтримка видавничої справи. Досвід, проблеми, перспективи (2017, у співавторстві);
- Сталий розвиток інформаційної сфери України. Напрями та перспективи (2018)

підручники та навчальні посібники:
- Основи охорони праці (1999—2001, 2016, у співавторстві);
- Поліграфічні матеріали (2001, у співавторстві);
- Технологія плоского офсетного друку (2003, 2007);
- Нормування, організація та оплата праці в поліграфії (2010, у співавторстві);
- Відходи підприємств. Поводження та документальний супровід (2012, у співавторстві)

словники та довідники:
- Поліграфія та видавнича справа (2002, у співавторстві);
- Справочная книга автора (2004);
- Системи оброблення та передавання інформації: у 2-х томах (2005—2006, у співавторстві);
- Українська академія друкарства. 1930—2010. Історико-біографічний довідник (2010);
- Полиграфия Украины, вип. 5–9 (2008—2012, у співавторстві)

Брав участь у розробленні Державних санітарних норм та правил ДСанПіН 3.3.1-176-2011. «Підприємства та організації поліграфічної промисловості».